# Synagoge (Mülhausen)

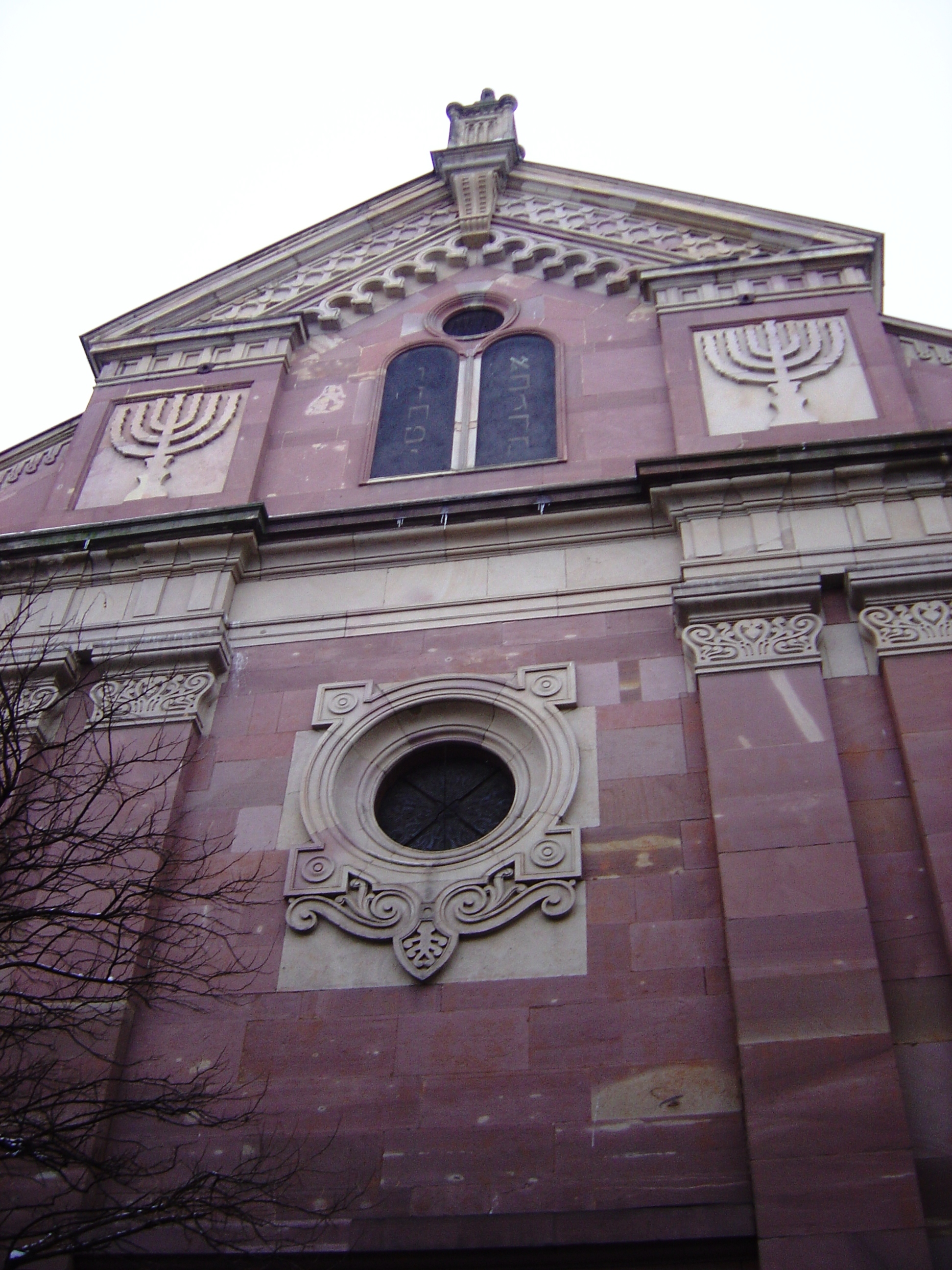
Apsis der Synagoge in Mülhausen, 2006

Die Synagoge in Mülhausen, einer Stadt im Elsass, wurde von 1847 bis 1849 errichtet. Die Synagoge ist seit 1984 als Baudenkmal (Monument historique) geschützt.

## Geschichte
Juden sind in Mülhausen erstmals 1290 urkundlich nachweisbar. Als die Stadt zwischen 1515 und 1798 zur Schweizer Eidgenossenschaft gehörte, durften sich jüdische Familien nicht ansiedeln. Im 19. Jahrhundert wurde Mülhausen zum Zentrum der jüdischen Bevölkerung des Umlandes.
Bis 1822 bestanden nach und nach mehrere Betsäle in Mülhausen, denn der jüdischen Gemeinde war es nicht erlaubt, ein eigenes Synagogengebäude zu errichten. Im Jahr 1822 wurde schließlich die erste Synagoge in der Rue Sainte-Claire errichtet. Sie wurde durch die heute noch bestehende Synagoge ersetzt, die am 13. Dezember 1849 eingeweiht wurde.
Die Synagoge wurde während der deutschen Besatzung ausgeplündert, demoliert und selbst der Parkettfußboden herausgerissen. Das Gebäude überstand die nationalsozialistische Zeit und wurde 1950 restauriert.
Im April 2010 verursachte ein Kurzschluss einen Brand, dem der Dachstuhl und die Emporen zum Opfer fielen.

## Architektur
Die Synagoge wurde nach den Plänen des Architekten Jean-Baptiste Schacre im klassizistischen Stil errichtet und Anfang des 20. Jahrhunderts umgebaut. Damals wurden zwei Portale an der Apsisseite eingefügt und eine Treppe zu den Emporen errichtet. Diese Fassade der Synagoge zeichnet sich durch viele Schmuckelemente aus: Reliefs zeigen die Menora und ein Akroterion schmückt die Giebelspitze.